# VICE
VICE (skrótowiec od VersatIle Commodore Emulator) – emulator ośmiobitowych komputerów firmy Commodore, działający na wielu różnych platformach.